# Ao Oni
Ao Oni (青鬼? lett. "Demone Blu") è un videogioco d'avventura a tema horror con elementi puzzle, realizzato con RPG Maker XP, prodotto in Giappone e tradotto in inglese per PC e Nintendo Switch.

## Trama
Il giocatore veste i panni di Hiroshi, un giovane adolescente che entra in una casa infestata con gli amici Takuro, Takeshi e Mika. Appena dentro, le porte alle loro spalle si bloccano. Nonostante i dubbi iniziali, Hiroshi comprenderà che vi è una pericolosa e strana presenza in casa, sotto forma di un enorme Oni blu che lo perseguiterà. Hiroshi deve trovare gli altri amici dispersi (il maggior numero possibile) e scappare via sopravvivendo.
Ben poche informazioni trapelano sull'Oni antagonista del gioco e i motivi che lo spingono a rifugiarsi in quel palazzo.  L'aspetto dell'Oni è quello di un grosso, muscoloso umanoide più grande di un umano medio, tutto blu, con una testa sproporzionata rispetto al corpo. Quando appare nel gioco, lancia degli strilli acuti mentre perseguita il giocatore. Quando cattura uno degli amici di Hiroshi, questi prendono l'aspetto dell'Oni e inizieranno a perseguitare a loro volta il protagonista. Nella casa esiste una stanza piena di Oni dalle forme diverse, tra cui un oni rettangolare chiamato "Blockman", che assomiglia al popolare personaggio giapponese Domo-kun, e un altro gigantesco Oni muscoloso, chiamato "Squatto".

## Modalità di gioco
Il giocatore deve completare dei puzzle all'interno della casa abbandonata trovando e interagendo con gli oggetti sparsi in giro, tutto ciò evitando di farsi catturare dall'Ao Oni. Per scappare dall'Ao Oni, il giocatore deve cercare di sfuggirci, cambiando stanze o nascondendosi in uno degli armadi sparsi per la casa prima che l'Ao Oni entri nella stanza.

## Media

### Romanzi
Tra il 2013 e il 2017 è stata pubblicata una serie di romanzi basata sul gioco.Il titolo è stato concesso in licenza per la distribuzione digitale in lingua inglese da J-Novel Club.
La serie è composta da 6 romanzi: "Ao Oni", "Ao Oni: Vengeance", "Ao Oni: Mutation", "Ao Oni: Grudge", "Ao Oni: Forever", "Ao Oni: Fragments".

### Film live-action
Ao Oni è stato adattato in due film live action: un primo omonimo, distribuito in Giappone il 5 luglio 2014, e un secondo film chiamato Ao Oni ver.2.0, proiettato nei cinema giapponesi nel 2015.

### Anime
Un adattamento televisivo anime comico è stato presentato in anteprima il 3 ottobre 2016. La serie è stata prodotta dallo Studio Deen e diretta da Toshirō Hamamura e Chisei Maeda, con Kanekoke che si è occupato della composizione della serie, Kichi del character design e Shiyu Yanagida che ne ha composto la musica. È stata trasmessa in Giappone tra il 2 ottobre 2016 e l'8 gennaio 2017 e in streaming in varie parti del mondo, tra cui l'Italia, da Crunchyroll col titolo Aooni The Blue Monster.
Un film anime, sempre prodotto dallo Studio Deen, fu distribuito nel 2017.

## Accoglienza
Il gioco ha guadagnato il seguito di culto online in Giappone, guadagnando notorietà attraverso siti Web come Niconico e YouTube, dove i video relativi ad Ao Oni hanno superato i 50 milioni di visualizzazioni entro il 2013. La popolarità del gioco ruoterebbe attorno all'efficacia dei suoi aspetti horror nonostante la semplicità del gameplay, con la musica di sottofondo considerata come un contributo chiave all'atmosfera agghiacciante utilizzata per incitare alla paura.